# Hans Blix
Hans Blix (28 de junio de 1928) es un diplomático y político sueco con una extensa carrera en organismos internacionales. 

## Títulos obtenidos
En 1959 recibió el título de doctor en Leyes por la Universidad de Estocolmo y en 1960 fue nombrado profesor adjunto de derecho internacional.
Ha recibido un doctorado honorario de la Universidad Estatal de Moscú (1987), y el premio Henry de Wolf Smyth (Washington, 1988).

## Cargos ocupados
Nació en Upsala (Suecia). Aunque simpatizante del Partido Socialdemócrata, Hans Blix fue ministro de Asuntos Exteriores en el gobierno formado por el liberal Ola Ullsten en 1978 y se mantuvo en el cargo en una coalición de partidos burgueses hasta 1981. Desde 1981 hasta 1997 encabezó la Organismo Internacional de Energía Atómica, responsable entre otros temas de la vigilancia dirigida a limitar la proliferación nuclear. 
Su mayor logro fue en Sudáfrica, cuyo gobierno, tras la abolición del apartheid, procedió al desarme nuclear unilateral. Las inspecciones de la AIEA fueron solicitadas por Pretoria después de firmar el Tratado de no Proliferación de Armas Nucleares (TNP) en 1991. Dos años después, el gobierno sudafricano anunció que seis bombas nucleares y una séptima en curso de fabricación habían sido destruidas. Los inspectores de la AIEA verificaron con facilidad esa destrucción, pero las armas químicas y biológicas quedaron al margen del escrutinio de las Naciones Unidas y envueltas en el mayor secreto.
En 2004, Blix publicó el libro Disarming Iraq, donde cuenta su percepción de los acontecimientos, haciendo mucho énfasis en el estado de Irak antes de la invasión estadounidense.

## Accidente de Chernobil
Hans Blix trabajó junto Mijaíl Gorbachov durante el accidente de la central nuclear de Chernobil, dando su evaluación de los daños luego de haber sido alertado por las lecturas inusuales de radiación en el aire. Llamó al Kremlin e informó que desde la URSS provenía una lectura alta de gases radioactivos. Ayudó hasta la finalización del sarcófago de la planta, y dio informes y apoyo a la Glasnost para poder informar al pueblo soviético sobre el accidente.

## Campaña en Irak
Su notoriedad pública aumentó cuando fue nombrado por Kofi Annan, secretario general de Naciones Unidas, para dirigir la inspección de las operaciones de desarme impuestas por esta organización internacional a Irak después de la invasión de Kuwait y la primera guerra del Golfo. Dirigió la Comisión de Control, Verificación e Inspección (UNMOVIC) desde enero de 2000 hasta junio de 2003.  En 2002, la comisión comenzó a buscar en Irak las armas de destrucción masiva cuya existencia había afirmado haber demostrado Estados Unidos sin aportar pruebas ni indicios significativos. Los inspectores retornaron a Irak a finales de 2002 después de haber sido retirados en 1998. Pocos meses después el informe de Blix ante el Consejo de Seguridad recomendó la continuación de las inspecciones, que por el momento no habían hallado armas de destrucción masiva, pero éstas fueron interrumpidas por la invasión en marzo de 2003. Las armas no aparecieron, pero la administración norteamericana hizo lo posible por desacreditar a Blix y excusar su error de apreciación como inevitable.
Blix describió la diferencia entre Sudáfrica e Irak así:

A diferencia de Sudáfrica, que decidió eliminar su armamento nuclear y dio la bienvenida a las inspecciones para crear confianza en su voluntad de desarmarse, Irak parece no haber llegado hasta hoy a una genuina aceptación de la necesidad del desarme, que se le ha exigido y que debe hacer realidad para lograr la confianza del mundo y vivir en paz
Hans Blix

Blix ha asegurado reiteradamente que en Irak se comete un error con la guerra. Incluso, ha llegado a asegurar que la invasión cortó su trabajo, impidiendo que demostrase la inexistencia total de las armas de Hussein. Por otro lado, también ha afirmado que la guerra solo ha fortalecido al Al Qaeda.